# Condensat de tachyons
Pour les articles homonymes, voir Tachyon (homonymie).
En physique théorique, un condensat de tachyons est une transition de phase qui se produit par condensation (en) lorsqu'un champ de tachyons atteint une énergie potentielle minimale. Il génère une émission de particules qui diminue l'énergie du système.
Jusqu'ici, tous les exemples de condensat de tachyons sont liés à une brisure spontanée de symétrie,.
Il a été suggéré d'utiliser les binary waveguide arrays (BWAs) pour observer les condensats de tachyons ou leurs effets.